# Gilbert Talbot (7e comte de Shrewsbury)
Gilbert Talbot, 7e comte de Shrewsbury et 7e comte de Waterford (20 novembre 1552 – 8 mai 1616), est un courtisan anglais et pair d'Angleterre.

## Biographie
Il est le fils aîné de George Talbot, 6e comte de  Shrewsbury, et de Gertrude Manners, fille du 1er comte de Rutland.
En 1568, Gilbert épouse Mary Cavendish, la fille de sa belle-mère, Bess de Hardwick, qui a hérité des traits de caractères de sa mère. Quand ses beaux-parents se disputent, Gilbert prend le parti de sa femme et de sa belle-mère. Toutefois, à la mort du comte en 1590, Gilbert refuse à Bess sa pension de veuvage, entraînant la discorde entre eux. Il semble très querelleur, se disputant également avec les membres de sa famille, avec ses métayers et même avec la reine. De plus, il est relégué au second plan par son épouse que Francis Bacon qualifie de « plus grande que lui ».
De leur mariage naissent plusieurs enfants :
- Lady Mary Talbot (1580-1649), comtesse de Pembroke.
- Lady Elizabeth Talbot (1582-1651), comtesse de Kent.
- Lady Alethea Talbot (1585-1654), comtesse d'Arundel.
- Deux garçons, George et John, morts jeunes.

Il est fait chevalier du Derbyshire en 1572, reçoit de titre de baron Talbot à la chambre des Lords en 1589 et hérite du titre de comte de Shrewsbury à la mort de son père en 1590.
En 1592, il est fait chevalier de la Jarretière. Il se querelle avec son ami de longue date John Stanhope (en) lorsque le frère de ce dernier obtient le titre de comte-maréchal que Talbot convoitait. Charles Cavendish, son beau-frère, provoque en duel Stanhope, mais l’affrontement n’a pas lieu. La reine prend le parti de Stanhope. Par la suite, Gilbert provoque en duel son propre frère, Édouard, à la suite d'une histoire de bail, mais ce dernier refuse l’affrontement. Gilbert l’accuse alors de vouloir l’empoisonner mais l’accusé n'est pas inquiété.
C’est un mécène, trait dont hérite sa fille Alethea, qui se marie à Thomas Howard en 1606. Elizabeth est mariée à Henry Grey. Quant à Mary, elle se marie avec William Herbert. Gilbert et Mary élèvent également Arbella Stuart, leur nièce orpheline. Lorsqu'il s’avère que cette dernière a eu une relation avec le roi Jacques, le déshonneur frappe le couple : Mary est envoyé à la tour de Londres et Gilbert perd son siège au Conseil privé.
Faute d’héritier masculin, le comté passe à son frère Édouard, puis revient à ses filles, à la mort de leur oncle.